# Sericania kirai
Sericania kirai är en skalbaggsart som beskrevs av K. Sawada 1938. Sericania kirai ingår i släktet Sericania och familjen Melolonthidae. Inga underarter finns listade i Catalogue of Life.